# Сейфуллин, Сакен
Саке́н (наст. имя Садуакас) Сейфолла́евич Сейфу́ллин (каз. Сәкен (Сәдуақас) Сейфоллаұлы Сейфуллин / Säken ( Säduaqas) Seifollaūly Seifullin); 15 октября 1894, аул Ортау, Акмолинский уезд, Акмолинская область, Российская империя — 25 апреля 1938, Алма-Ата, Казахская ССР, СССР) — казахский поэт и писатель, основоположник современной казахской литературы, государственный деятель, видный член Коммунистической партии (большевиков). Основатель Союза Писателей Казахстана. Один из первых — Председатель Совета Народных Комиссаров (глава правительства) Киргизской АССР РСФСР.

## Биография
Родился 15 октября 1894 года в кочевом ауле в Акмолинском уезде (ныне Шетский район Карагандинской области). Происходит из рода Куандык племени Аргын.

### Образование

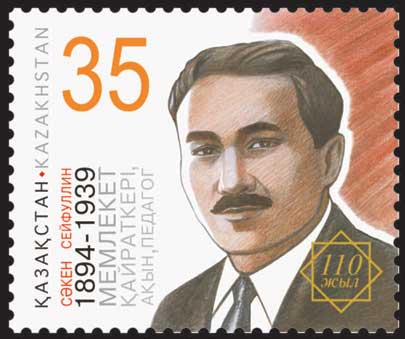
Почтовая марка Казахстана, посвящённая Сакену Сейфуллину, 2004, 35 тенге (Михель 485)

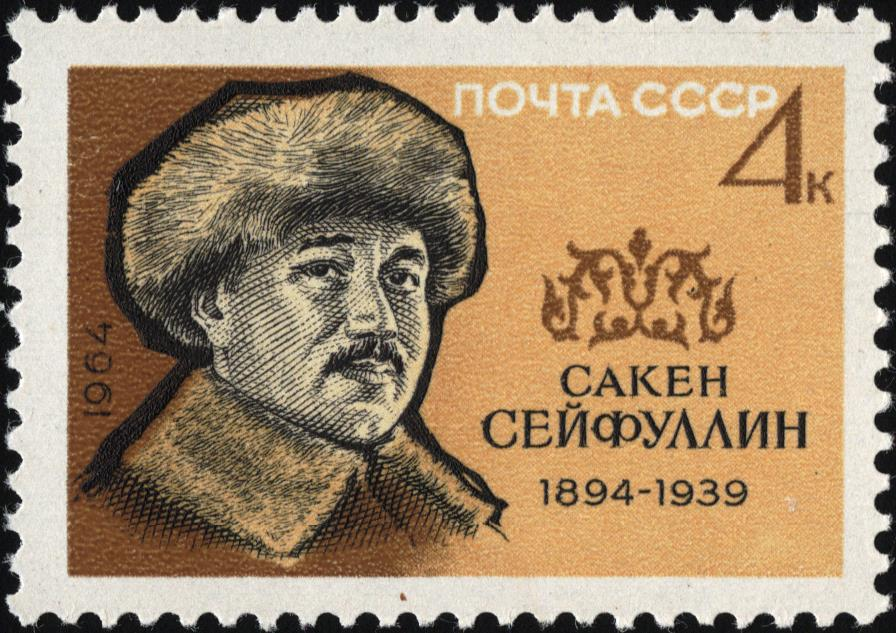
Почтовая марка СССР, посвящённая Сакену Сейфуллину, 1964 год

С 1905 по 1908 год учился в русско-казахской школе при Спасском медеплавильном заводе. Затем он учился в Акмолинской начальной приходской школе и в Акмолинском трёхклассном городском училище. Помимо этого в 1912 году обучал русскому языку учеников мусульманского медресе. 21 августа 1913 года Сейфуллин поступает в Омскую учительскую семинарию, где учится с Магжаном Жумабаевым.
В ноябрьском номере (№ 21) журнала «Айкап» опубликовал свою первую статью. С этого времени им начинает интересоваться омская охранка.
В 1914 году стал одним из руководителей первого культурно-просветительского общества казахской молодёжи «Бірлік» («Единство») в Омске. Также в этом обществе его соратниками были Жанайдар Садуакасов, Ныгымет Нурмаков, Абылхайыр Досов и Шаймерден Алжанов.
В 1914 году выходит сборник его стихов «Өткен күндер» («Минувшие дни»).
В 1916 году работает в комиссии по переписке имущества 12 волостей Акмолинского уезда. Тогда же он пишет стихотворение «Волнение», посвящённое волнениям казахского народа в 1916 году.
С первого сентября 1916 года являлся преподавателем в Бугулинской школе, в основании которой он принимал самое непосредственное участие.
9 марта 1917 года переехал в Акмолинск, где написал стихотворение-приветствие Февральской революции «Спешно собрались мы в поход».
В апреле 1917 года создал общественно-политическое и культурное общество «Жас қазақ» («Молодой казах»). В июле 1917 года Сакен участвует в издании газеты «Тіршілік» («Жизнь»).
С сентября преподавал в новой русско-казахской школе Акмолинска трёхмесячные педагогические курсы.
Сразу после Октябрьского переворота С. Сейфуллин написал стихотворение «А ну-ка, джигиты!», которое считается первым произведением казахской советской литературы. 27 декабря 1917 года установилась Советская власть в Акмолинске. Он был избран членом президиума Акмолинского Совдепа и назначен народным комиссаром просвещения. В феврале он был принят в РКП(б). 1 мая 1918 года состоялась премьера спектакля по пьесе С. Сейфуллина «Бақыт жолына» («На пути к счастью»).

### Гражданская война
Когда в Акмолинске 4 июня 1918 года произошёл белогвардейский переворот, Сейфуллин был арестован и 5 января 1919 года был отправлен с этапом из акмолинской тюрьмы в Петропавловск. Был помещён в «вагоне смерти» атамана Анненкова, где провёл 47 суток (24 января — 12 марта). В Омске он смог сбежать из колчаковской тюрьмы (3 апреля) и к июлю добрался до родного аула. Через два месяца был вынужден бежать в Аулие-Ата.

### Деятельность после Гражданской войны

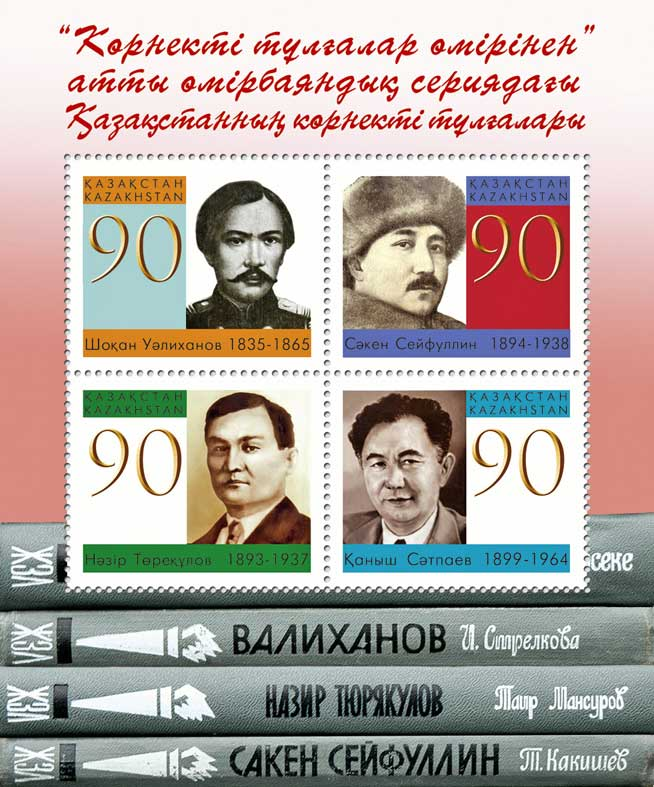
Почтовый блок Казахстана, 2006 год: Валиханов, Сейфуллин, Тюрякулов, Сатпаев

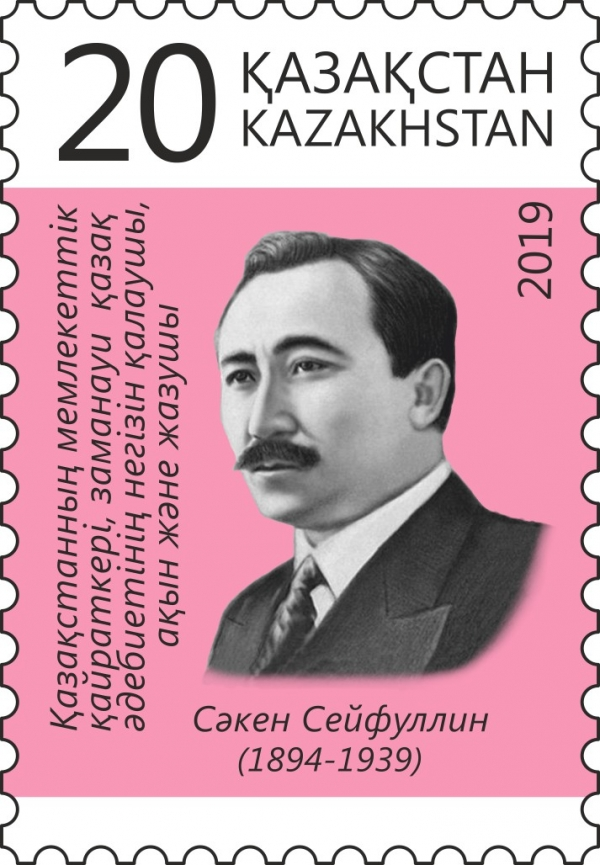
Марка Казахстана, 2019 год.

Но уже 7 мая 1920 года он возвратился в освобождённый Красной Армией Акмолинск и был назначен помощником заведующего административным отделом Революционного комитета (ревкома).
На съезде Советов 26 июля был избран членом исполнительного комитета и назначен заместителем председателя Акмолинского исполнительного комитета Совета народных депутатов, заведует административным отделом, а 12 октября избран членом президиума Центрального Исполнительного Комитета Киргизской АССР.
В ноябре присутствовал на VIII съезде Советов и слушал доклад В. И. Ленина о плане ГОЭЛРО. В 1921 году член чрезвычайной комиссии по присоединению Акмолинской и Семипалатинской областей к Киргизской АССР.
13 июня 1922 года был назначен заместителем народного комиссара просвещения республики и редактором республиканской газеты «Еңбекші қазақ» («Трудовой казах») (позже называлась «Социалистік Қазақстан»).
В ноябре 1922 года III съездом Киргизской (Казахской) АССР РСФСР избран председателем Совета Народных Комиссаров республики (главой правительства Казахстана). На этой должности, он боролся за возвращение казахам их исторически верного названия казак и придания казахскому языку статуса государственного. 15 февраля 1923 года, в газете «Еңбекші қазақ», вышел материал Сакена Сейфуллина, в котором он написал:
Давайте называть казаков (казахов) казаками, исправим ошибки. До сегодняшнего дня русские называли казаков киргизами
.
Несмотря на свою занятость продолжал писать стихи и в 1922 году вышел сборник стихов «Асау тұлпар» («Неукротимый скакун»), драмы «Қызыл сұңқарлар» («Красные соколы»).
23—30 декабря 1922 года — делегат Х съезда Советов РСФСР и Всесоюзного учредительного съезда Советов СССР, провозгласившего создание Союза Советских Социалистических Республик, избран членом ЦИК.
В апреле 1923 года — делегат XII съезда РКП(б).
22 ноября президиумом Киргизского (Казахского) ЦИК (парламента) на основе решения XII съезда РКП(б) принято постановление о ведении делопроизводства на казахском языке.
Выходят отрывки историко-мемуарного романа «Тернистый путь» в журнале «Қызыл Қазақстан» («Красный Казахстан») и стихотворение «Ленин».
После смерти Владимира Ленина Сейфуллин отправился в Москву и возглавил казахскую делегацию на похоронах. После вышла его статья в «Известиях» «В. И. Ленин и пробуждающийся Восток».
Главой правительства С.Сейфуллин был 3 года (1922-25 гг.).
7 апреля 1925 года был назначен председателем академического центра при Казнаркомпросе. Так началось его понижение в карьере (с приходом из центра Голощекина в качестве главы Казахстана).
Вышла поэма «Советстан».
В мае 1926 года был назначен заведующим истпарта Казкрайкома ВКП(б).
В декабре 1926 года женился в 3-й (последний) раз, его женой стала Гульбарам Батырбекова (она умерла в 1970-х годах).
В 1927 году был назначен ректором Кзыл-Ордынского института народного просвещения. Вышел альманах «Жыл құсты» («Первая ласточка»), составленного из произведений казахских писателей под редакцией С. Сейфуллина.
С мая 1928 года — лектор Ташкентского казахского педагогического института, руководитель литообъединения казахской молодёжи, руководитель Казахского института просвещения.
С августа 1929 доцент кафедры казахской литературы Казахского педагогического института.
Сакен начинает сбор образцов казахского устного творчества и литературы.
В 1932 году издана первая часть его истории казахской литературы как учебник для студентов вуза. 1931 — публикация отрывков из сатирического романа «Наш быт».
В начале 1934 года Сакен Сейфуллин вместе с другими представителями казахской интеллигенции начинает работать в Казахском научно-исследовательском институте национальной культуры. В то время в стенах института была интеграция и координация всей научно-исследовательской работы в области национального культурного строительства, обобщение и сведение в единую базу результатов научных исследований, постройка фундамента культурной политики Казахского ССР.
В настоящее время Институт был реорганизован как Казахский национальный научно-исследовательский институт культуры.
Под началом Сакена Сейфуллина структуре стали создаваться секторы — историко-археологический; литературы и фольклора; лингвистики (по изучению казахского, уйгурского и дунганского языков); изобразительных искусств; музыки и хореографии; театра и кино. в Институте трудились и другие известные учёные: видный казахский востоковед и государственный деятель Санжар Асфендияров; один из основателей казахского языкознания, тюрколог, педагог, профессор Худайберген Жубанов; просветитель Конырхожа Ходжиков; великий писатель, классик казахской литературы Мухтар Ауэзов; тюрколог, академик АН КазССР Исмет Кенесбаев; один из основателей казахского языкознания, исследователь казахской филологии Сарсен Аманжолов. В этот период были созданы первые обобщающие труды по проблемам казахского языкознания и литературоведения, у истоков которых стояли Сакен Сейфуллин, Ахмет Байтурсынов и Худайберген Жубанов.
12 июня 1934 года, за три месяца до открытия первого съезда писателей СССР, состоялся Первый съезд писателей Автономной Казахской Республики (входившей в то время в состав Российской Федерации), который объединил всех благонадёжных литераторов в Союз советских писателей Казахстана. Вступительное слово Сакен Сейфуллин произнёс как основатель Союза. Первым председателем был избран Ильяс Джансугуров.
В августе-сентябре 1934 года участвовал в работе Первого Всесоюзного съезда советских писателей.
С сентября 1934 года — профессор Казахского коммунистического института журналистики.
В 1935 были изданы поэма «Социалистан» и повесть «Айша». Участвовал в декаде казахской литературы и искусства в Москве.
26 мая 1936 года первым из казахских писателей был награждён орденом Трудового Красного Знамени.
24 сентября 1937 года арестован НКВД КССР, в Алма-Ате.
Приговорён 25 февраля 1938 года по статьям 58-2, 58-7, 58-8, 58-11 УК РСФСР.
Расстрелян в ходе большого террора 25 апреля 1938 года в 16 часов 40 минут как «враг народа» в одной из тюрем НКВД в Алма-Ате, захоронен под Алма-Атой. После были также расстреляны его отец и брат.
21 марта 1957 года реабилитирован Военной коллегией Верховного Суда СССР за отсутствием состава преступления.

## Семья
- Отец – Сейфолла Оспанулы (1876–1938).
- Средний брат – Малик (1897–1938).
- Младший брат – Мажит (1900–1987).

По рассказам племянницы (с отцовской стороны) Сакена Сейфуллина Рымжана (она же дочь младшего брата Сакена – Мажита), деда Сейфоллу арестовали и увезли из местечка Бестоган в колхозе Кирова во время скотопаса, но в своем данном интервью она не рассказала о дальнейшем судьбе своего деда. Брат Сейфуллина Малик был уволен, выгнан из Алма–Аты и уехал с женой в Туркестан, там оба умерли от голода в 1938 году.
Но сакеновед Амантай Какен говорит совсем другое. Он говорит, что отец Сакена Сейфолла был арестован и расстрелян в  КарЛАГе, а его брат Малик пропал без вести в одну ночь, и никто не знает о его дальнейшей судьбе.
- Жена: Сейфулина, Гульбарам Батырбековна. Родилась в 1908 году, в Карагандинская области, Нуринский район; национальность казашка; образование начальное; проживала в Алма-Атинской области, город Алма-Ата. Арестована 9 апреля 1938 года НКВД КССР. Приговорена: Особое Совещание НКВД СССР 10 июня 1938 года, обвинения по статье 58-12 УК РСФСР. Отбывала наказание 7 лет в лагере Акмолинском лагере жён изменников Родины[11][15].
- Дети: дочь Лаура, заболела и скоропостижно скончалась в раннем возрасте; вторым ребёнком был сын Аян, после ареста Сейфуллина, жена Гульбарам обивала пороги тюрьмы и кабинеты чиновников, чтобы добиться свидания с мужем. В результате Гульбарам была арестована НКВД  и отправлена вместе с сыном в  женскую колонию Алжир. По дороге, в битком набитом вагоне, сын Аян заболел и умер. Похоронен Аян в городе Кокшетау на кладбище возле озера Копа[11].

## Награды
- Орден Трудового Красного Знамени (26.05.1936) — за выдающиеся заслуги в деле развития Казахской советской литературы

## Память

Бюст Сакена Сейфуллина на Аллее выдающихся деятелей в Алма-Ате

- В 1962 году имя С. Сейфуллина присвоено Целиноградскому государственному педагогическому институту (ныне Евразийский национальный университет имени Л. Н. Гумилёва),
- В 1964 году имя С. Сейфуллина присвоено Казахскому драматическому театру в Караганде.
- В Целинограде в 1988 году открыт Государственный музей Сакена Сейфуллина[16].
- В 1996 году имя С. Сейфуллина присвоено Акмолинскому аграрному университету в Акмоле.
- В Алма-Ате за КБТУ установлен бюст на Аллее выдающихся деятелей.
- Имя Сакена Сейфуллина носят посёлки в Акмолинской области — Посёлок имени Сакена Сейфуллина и Сейфуллино; улицы в городах Омск, Астана и проспект в Алма-Ате.
- Его именем названы средняя школа в курортном посёлке Бурабай, средняя школа № 4 в городе Кызылорда, общеобразовательная школа № 74 имени С. Сейфуллина в городе Алма-Ата, многопрофильная школа-лицей № 5 имени С. Сейфуллина в городе Степногорск и школа имени Сакена Сейфуллина в поселке Жанаарка Жанааркинского района Карагандинской области.
- Ему был установлен бюст в Алма-Ате на аллее революционеров, а также памятники в городах Акмола (1994), Караганда (2008), Жезказган (2012), в посёлке Жанаарка (Карагандинская область) Жанааркинского района и посёлке Нура Нуринского района Карагандинской области (2012).
- В 2004 году к 110-летию со дня рождения была выпущена почтовая марка Казахстана, посвящённая Сейфуллину.
- Проспект Сейфуллина в Алма-Ате, улицы Сейфуллина в Астане, Байконуре, Караганде, Костанае, Омске, Таразе, Темиртау.
- В 2019 году Банк Казахстана выпустил памятную монету 100 тенге.